# Мора (отряд)

Спартанцы-гоплиты.

Мора (др.-греч. μώρα, μόρα) — спартанское самостоятельное воинское формирование (отряд) тяжеловоружённой пехоты.
По определённым свидетельствам политика спартанцев старалась скрывать от своих врагов численность войска (формирований). Со времен Пелопоннесской войны мора был тактической единицей спартанской армии, численностью в 500—900 гоплитов.

## История
В разное время численность моры составляла от 600 до 800 (в случае нужды 900) гоплитов.
Командовал морой полемарх (др.-греч. πολέμαρχος).
Каждая мора делилась на четыре (два лоха) лохоса (λόχος), 8 (четыре) пентекостий (πεντηκοστύς) обыкновенно состоящие из 50 человек, и 16 эномотий (ἐνωμοτία).
В период после Мессенских войн (V — начало IV века до н. э.) всё спартанское войско вместе с входившими в его состав периэками делилось на шесть мор.